# Distretto di Kut Rang
Il distretto di Kut Rang (in thailandese: กุดรัง) è un distretto (amphoe) della Thailandia, situato nella provincia di Maha Sarakham.